# 2+1-weg

Principe van een 2+1-weg

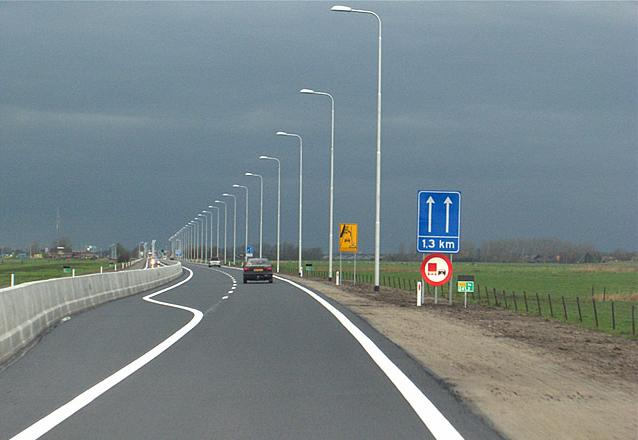
De N50, de eerste Nederlandse 2+1-nieuwe-stijl bij Zwolle.

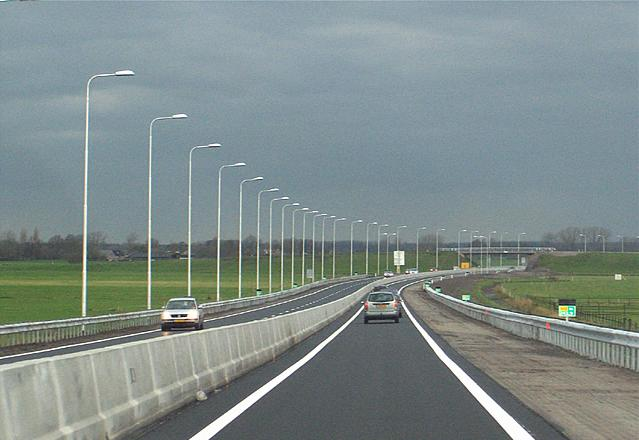
Nogmaals de N50, maar dan verderop bij Kampen.

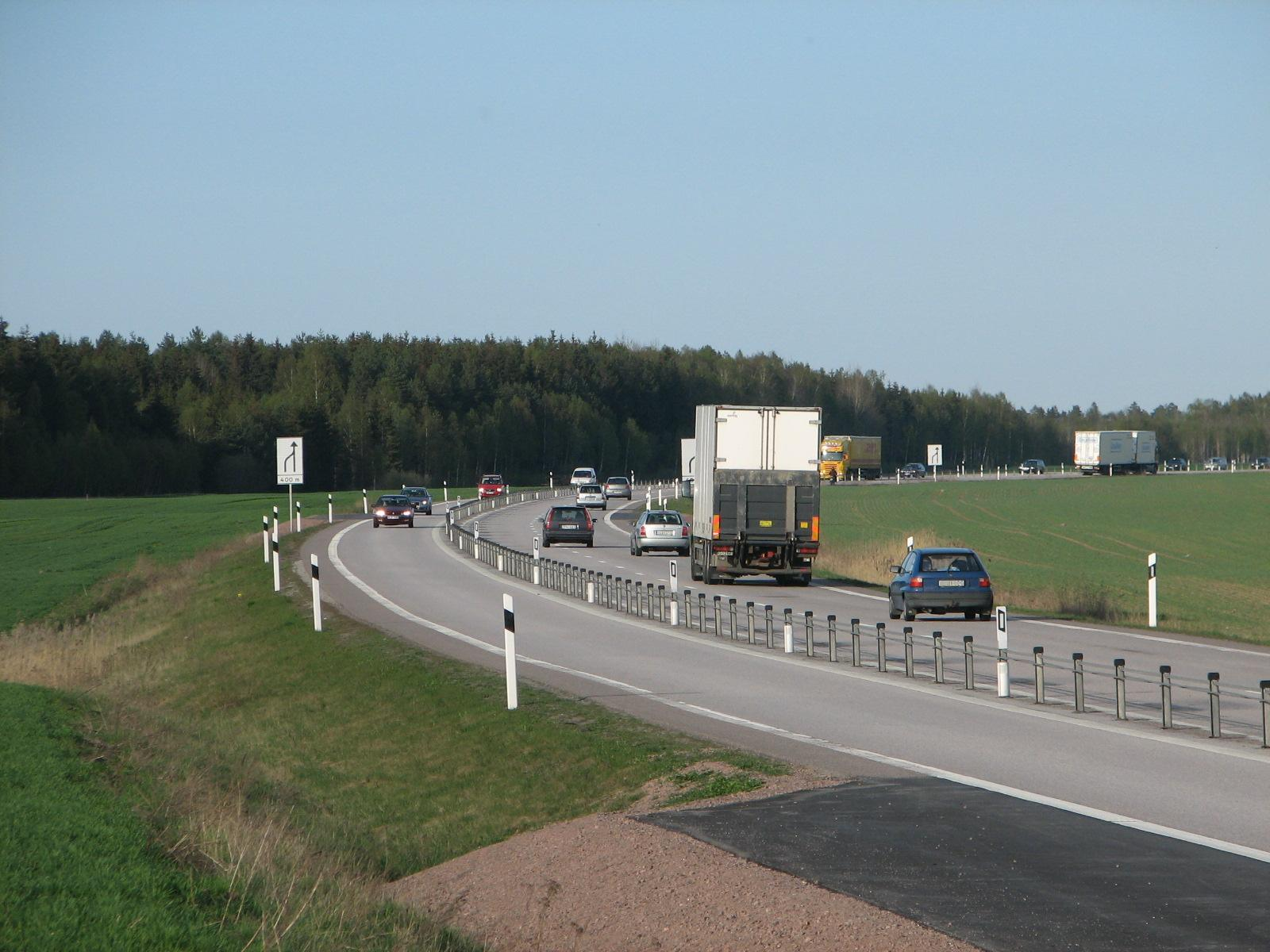
De E20 bij Skara in Zweden, uitgevoerd met een kabelbarrière.

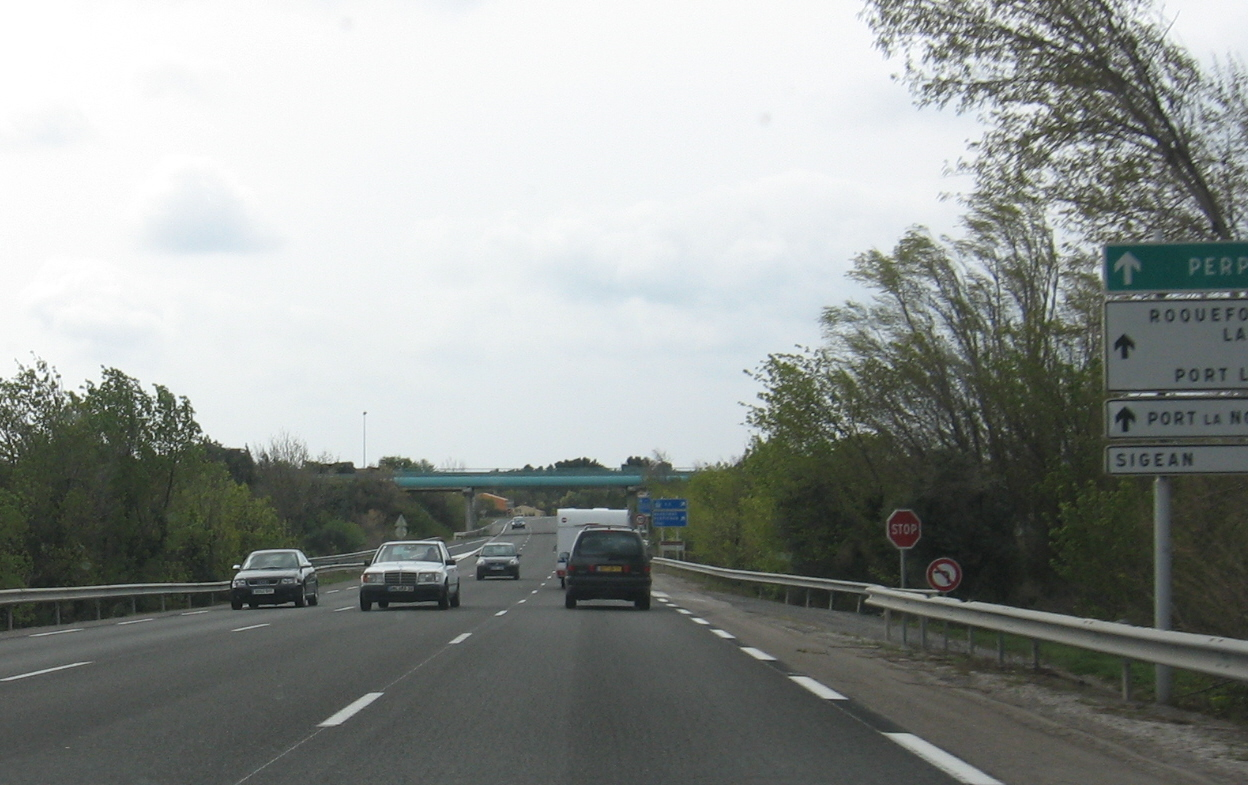
(Onveilige) driestrooks weg in Zuid-Frankrijk: gebruik middelste strook door beide richtingen mogelijk

Een 2+1-weg, tweestrooksweg met inhaalstroken of driestrooksweg is een weg met drie rijstroken, waarbij de ene richting één rijstrook en de andere richting twee rijstroken heeft. De middelste rijstrook wisselt elke 1000 tot 2000 meter van richting door zogeheten wisselpunten, waardoor weggebruikers voor deze betreffende afstand de mogelijkheid hebben om andere weggebruikers veilig in te kunnen halen, zonder dat ze tegemoetkomend verkeer tegenkomen. Naast het nut dat veilig inhalen mogelijk is, wordt de 2+1-weg ook in de heuvels toegepast. Hierbij is niet de middelste rijstrook een inhaalstrook, maar is de rechterrijstrook een zogeheten klimstrook waar langzaam verkeer op kan rijden wanneer ze bergopwaarts rijden.
De beide rijrichtingen kunnen fysiek van elkaar worden gescheiden door middel van geleiderails. Op deze manier ontstaat er een weg waarbij de weggebruikers niet op de tegengestelde richting kunnen geraken. Er zijn varianten waar dit niet het geval is en een (dubbele) doorgetrokken streep de enige scheiding is tussen de rijrichtingen. In sommige gevallen, met name op driestrookswegen in Frankrijk en Oost-Europese landen, is de middelste strook voor beide richtingen te gebruiken. Dit wordt als onveilig beschouwd. In sommige landen, zoals in Zweden, worden kabelbarrières toegepast. Echter worden deze door motorrijders als gevaarlijk beschouwd, omdat zij zich daarin kunnen snijden als ze met deze fysieke rijrichtingscheiding in aanraking komen.

## Geschiedenis
In diverse landen in Europa ontstond er door het toenemen van het autobezit na de Tweede Wereldoorlog grote drukte op de weg. Veel wegen moesten daardoor uitgebreid worden van twee rijstroken naar drie rijstroken. (Zulke wegen werden in het spraakgebruik driebaansweg genoemd, omdat in het spraakgebruik met rijbaan rijstrook bedoeld wordt.) De middelste rijstrook diende daarbij als inhaalstrook voor beide rijrichtingen, waardoor de kans op frontale botsingen relatief hoog was; dit wegtype werd daarom berucht om zijn onveiligheid.
Nederland kent dit oude type driestrooksweg al tientallen jaren niet meer; België nog wel op sommige oude staatsbanen.
De driestrooksweg is sinds 2006 weer terug in Nederland, maar dan in een andere vorm. De nieuwe 2+1-weg heeft een rijstrook in beide richtingen en een middelste rijstrook, die afwisselend wordt gebruikt om in te halen. De ene keer bevindt de inhaalstrook zich naast de heenrichting, na ongeveer een kilometer bevindt deze inhaalstrook zich naast de terugrichting. Dit proces herhaalt zich een aantal keer. De rijrichtingen zijn van elkaar gescheiden met doorgetrokken strepen of door een voertuigkering. De N50 tussen Zwolle en Kampen is de eerste Nederlandse 'moderne' 2+1-weg.
Ook in het buitenland komt dit type 2+1-wegen steeds vaker voor. Denemarken en Zweden passen dit concept sinds de jaren 90 met succes toe en ook Duitsland kent dit type al een aantal jaar, bijvoorbeeld de B56n over de grens bij Sittard, waarvan het eerste gedeelte in 2008 is geopend. In bergachtige gebieden wordt het verkeer op de weghelft bergopwaarts voorzien van een tweede rijstrook, een zogenaamde klimstrook, waarover vrachtwagens en voertuigen met zware aanhangers of weinig vermogen langzamer bergopwaarts kunnen rijden zonder het snellere verkeer te blokkeren. De twee rijrichtingen zijn daarbij gescheiden door doorgetrokken belijning of een barrière.

## Verkeersveiligheid
In Zweden is na de invoering van dit type weg de veiligheid verbeterd met gemiddeld 50% ten opzichte van standaard twee- of driestrookswegen. In Duitsland is de veiligheid met 36% verbeterd, en in Finland is de veiligheid verbeterd met 22 – 46%. Het succes vertaalt zich in het aantal kilometers van dit wegtype, dat in Duitsland, Zweden en Finland al meer dan 2000 kilometer bedraagt. In Nederland zijn er concrete plannen om een aantal wegen om te bouwen naar dit wegtype. Onder andere voor de N340 tussen Zwolle en Ommen is deze optie onderzocht, maar uiteindelijk niet als zodanig uitgevoerd.

## Ruimtegebruik
Een ander voordeel van de 2+1-weg is het beperkte ruimtegebruik. Bij de 2+1-weg is de benodigde verhardingsbreedte 12,7 meter, dit is inclusief de veiligheidsruimte die nodig is bij de buitenbermen. De 2+1-weg past daardoor binnen het profiel van een standaard tweestrooksweg in Nederland, zodat er geen extra ruimte nodig is om de weg uit te breiden. Dit zorgt ervoor dat er geen parallelwegen hoeven te worden verlegd, er hoeven geen huizen te worden afgebroken die langs de weg staan, natuur en landschapswaarden kunnen behouden blijven, etc.
Een ander voordeel van de toepassing van een 12,7 meter brede 2+1-weg is dat deze precies de breedte heeft van een rijbaan van een autosnelweg met vluchtstrook. De andere rijbaan kan er in een latere fase gemakkelijk naast gebouwd worden zonder dat het verkeer er last van heeft.
De ombouw naar een 2x2-weg neemt veel ruimte in, waarvoor in Nederland een tracéwetprocedure moet worden doorlopen. De 2+1-weg kent dit soort nadelen niet, aangezien deze dus binnen het bestaande profiel past. Hiervoor hoeft (in Nederland) dus niet een lange tracéwetprocedure te worden doorlopen, wat veel tijd scheelt.

## Kosten
Hiernaast spelen ook de kosten mee. Veel tweestrookswegen in Nederland zijn redelijk onveilig, maar behoeven nog geen ombouw naar 2x2-weg of een autosnelweg 2x2 omdat veel van dit soort wegen nog niet druk genoeg daarvoor zijn. Uit Zweeds onderzoek is tevens gebleken dat de 2+1-weg het ideale wegtype is voor wegen waar het niet al te druk is, van 5.000 – 22.000 voertuigen per dag. De 2+1-weg is een tussenvorm waarbij meer veiligheid wordt geboden voor minder geld. Een ombouw naar een 2+1-weg is in vergelijking met ombouw naar 2x2-weg of autosnelweg veel goedkoper.

## Comfort
Naast de voordelen in de vorm van veiligheid, ruimtegebruik en kosten, heeft de moderne 2+1-weg ook voordelen voor de weggebruiker door verhoging van het comfort. Op een traditionele tweestrooksweg is het vaak gevaarlijk of niet toegestaan om langzamer verkeer in te halen. Op een 2+1-weg kan, door het toepassen van inhaalstroken, wel ingehaald worden. Voor de weggebruiker is dit vaak comfortabeler en veroorzaakt dit minder stress. De subjectieve verkeersveiligheid verbetert hierdoor.

## Negatieve kanten
Een 2+1-weg is met name geschikt voor gebruik tot ongeveer 25.000 auto's per dag, wat naar Nederlandse en Belgische maatstaven een redelijk lage intensiteit is; de meeste grote doorgaande wegen zijn drukker, en daar is dus een dubbelbaansweg de minimaal benodigde oplossing.
De plekken waar de inhaalstrook ophoudt kunnen een gevaar opleveren, maar volgens onderzoek gebeuren er daar niet noemenswaardig meer ongevallen, zolang er maar tijdig aankondigingsborden gestaan hebben.